# Cause d'action
 (octobre 2023).
Si vous disposez d'ouvrages ou d'articles de référence ou si vous connaissez des sites web de qualité traitant du thème abordé ici, merci de compléter l'article en donnant les références utiles à sa vérifiabilité et en les liant à la section « Notes et références ».
En common law, une cause d'action est un ensemble de faits suffisants pour justifier une action en justice pour obtenir de l'argent, des biens ou la mise en œuvre d'un droit contre une autre partie. Le terme réfère également à la théorie juridique sur laquelle un demandeur intente une action (comme la rupture de contrat, la batterie délictuelle ou une séquestration).
Pour intenter une action, un demandeur plaide ou allègue des faits dans une  demande, le plaidoyer qui déclenche une poursuite. Une cause d'action englobe généralement à la fois la théorie juridique (le dommage que le demandeur prétend avoir subi) et la réparation (la réparation qu'un tribunal est invité à accorder). Souvent, les faits ou circonstances qui autorisent une personne à demander une réparation judiciaire peuvent créer de multiples causes d'action. Bien qu'il soit assez simple de déposer une déclaration dans la plupart des juridictions, si cela n'est pas fait correctement, la partie déposante peut perdre sa cause en raison de simples détails techniques.
Il existe un certain nombre de causes d'action spécifiques, notamment: les actions fondées sur des contrats; les causes d'action statutaires; délits tels que les voies de fait, coups et blessures, atteinte à la vie privée, fraude, calomnie, négligence, infliction intentionnelle de détresse émotionnelle; et les poursuites en équité telles que l'enrichissement sans cause et le quantum meruit.
Les points qu'un demandeur doit prouver pour gagner un type de cause donné sont appelés les « éléments » de cette cause d'action. Par exemple, pour une demande pour négligence, les éléments sont: (l'existence d'une) obligation, la violation (de cette obligation), la cause immédiate par cette violation et les dommages. Si une plainte n'allègue pas des faits suffisants pour étayer chaque élément d'une demande, le tribunal, sur requête de la partie adverse, peut rejeter la plainte pour défaut de présenter une demande pour laquelle une réparation peut être accordée.
Le défendeur à une cause d'action doit déposer une réponse à la  demande dans laquelle les réclamations peuvent être admises ou rejetées (y compris le refus sur la base d'informations insuffisantes dans la plainte pour former une réponse). La réponse peut également contenir des demandes reconventionnelles dans lesquelles le demandeur reconventionnel énonce ses propres causes d'action. Enfin, la réponse peut contenir des défenses affirmatives. La plupart des moyens de défense doivent être soulevés à la première occasion possible soit dans la réponse, soit par requête, ou sont réputés abandonnés. Quelques moyens de défense, en particulier l'absence de compétence matérielle d'un tribunal, n'ont pas à être invoqués et peuvent être soulevés à tout moment.